# Selección femenina de balonmano juvenil de España
La selección española juvenil femenina de balonmano es el equipo nacional sub-17 de balonmano de España. Controlado y gestionado por la Real Federación Española de Balonmano, representa al país en los partidos internacionales de la categoría.

## Historial
Campeón       Subcampeón       Tercer puesto       Cuarto puesto
| Juegos Olímpicos de la Juventud | Juegos Olímpicos de la Juventud | Juegos Olímpicos de la Juventud | Juegos Olímpicos de la Juventud | Juegos Olímpicos de la Juventud | Juegos Olímpicos de la Juventud | Juegos Olímpicos de la Juventud | Juegos Olímpicos de la Juventud | Juegos Olímpicos de la Juventud | Juegos Olímpicos de la Juventud |
| Año                             | Ronda                           | Pos.                            | J.                              | E.                              | E.                              | P.                              | GF.                             | GC.                             | DG.                             |
| ------------------------------- | ------------------------------- | ------------------------------- | ------------------------------- | ------------------------------- | ------------------------------- | ------------------------------- | ------------------------------- | ------------------------------- | ------------------------------- |
| 2010                            | No clasificó                    | No clasificó                    | No clasificó                    | No clasificó                    | No clasificó                    | No clasificó                    | No clasificó                    | No clasificó                    | No clasificó                    |
| 2014                            | No clasificó                    | No clasificó                    | No clasificó                    | No clasificó                    | No clasificó                    | No clasificó                    | No clasificó                    | No clasificó                    | No clasificó                    |
| 2018                            | No hubo evento de balonmano     | No hubo evento de balonmano     | No hubo evento de balonmano     | No hubo evento de balonmano     | No hubo evento de balonmano     | No hubo evento de balonmano     | No hubo evento de balonmano     | No hubo evento de balonmano     | No hubo evento de balonmano     |
| 2022                            | No hubo evento de balonmano     | No hubo evento de balonmano     | No hubo evento de balonmano     | No hubo evento de balonmano     | No hubo evento de balonmano     | No hubo evento de balonmano     | No hubo evento de balonmano     | No hubo evento de balonmano     | No hubo evento de balonmano     |
| Total                           | 0 / 2                           | 0 títulos                       |                                 |                                 |                                 |                                 |                                 |                                 |                                 |

### Campeonato Mundial de la IHF
Campeón       Subcampeón       Tercer puesto       Cuarto puesto
| Campeonato Mundial Juvenil de la IHF | Campeonato Mundial Juvenil de la IHF | Campeonato Mundial Juvenil de la IHF | Campeonato Mundial Juvenil de la IHF | Campeonato Mundial Juvenil de la IHF | Campeonato Mundial Juvenil de la IHF | Campeonato Mundial Juvenil de la IHF | Campeonato Mundial Juvenil de la IHF | Campeonato Mundial Juvenil de la IHF | Campeonato Mundial Juvenil de la IHF |
| Año                                  | Ronda                                | Pos.                                 | J.                                   | E.                                   | E.                                   | P.                                   | GF.                                  | GC.                                  | DG.                                  |
| ------------------------------------ | ------------------------------------ | ------------------------------------ | ------------------------------------ | ------------------------------------ | ------------------------------------ | ------------------------------------ | ------------------------------------ | ------------------------------------ | ------------------------------------ |
| 2006                                 | No clasificó                         | No clasificó                         | No clasificó                         | No clasificó                         | No clasificó                         | No clasificó                         | No clasificó                         | No clasificó                         | No clasificó                         |
| 2008                                 |                                      | 5.º puesto                           |                                      |                                      |                                      |                                      |                                      |                                      |                                      |
| 2010                                 |                                      | 5.º puesto                           |                                      |                                      |                                      |                                      |                                      |                                      |                                      |
| 2012                                 | No clasificó                         | No clasificó                         | No clasificó                         | No clasificó                         | No clasificó                         | No clasificó                         | No clasificó                         | No clasificó                         | No clasificó                         |
| 2014                                 | No clasificó                         | No clasificó                         | No clasificó                         | No clasificó                         | No clasificó                         | No clasificó                         | No clasificó                         | No clasificó                         | No clasificó                         |
| 2016                                 |                                      | 15.º puesto                          |                                      |                                      |                                      |                                      |                                      |                                      |                                      |
| 2018                                 |                                      | 8.º puesto                           |                                      |                                      |                                      |                                      |                                      |                                      |                                      |
| 2020                                 | No clasificó                         | No clasificó                         | No clasificó                         | No clasificó                         | No clasificó                         | No clasificó                         | No clasificó                         | No clasificó                         | No clasificó                         |
| 2022                                 |                                      | 17.º puesto                          |                                      |                                      |                                      |                                      |                                      |                                      |                                      |
| 2024                                 |                                      | Campeón                              |                                      |                                      |                                      |                                      |                                      |                                      |                                      |
| Total                                | 6 / 10                               | 1 título                             |                                      |                                      |                                      |                                      |                                      |                                      |                                      |

### Campeonato Europeo
Campeón       Subcampeón       Tercer puesto       Cuarto puesto
| Campeonato Europeo | Campeonato Europeo | Campeonato Europeo | Campeonato Europeo | Campeonato Europeo | Campeonato Europeo | Campeonato Europeo | Campeonato Europeo | Campeonato Europeo | Campeonato Europeo |
| Año                | Ronda              | Pos.               | J.                 | G.                 | E.                 | P.                 | GF.                | GC.                | DG.                |
| ------------------ | ------------------ | ------------------ | ------------------ | ------------------ | ------------------ | ------------------ | ------------------ | ------------------ | ------------------ |
| 1992               | No clasificó       | No clasificó       | No clasificó       | No clasificó       | No clasificó       | No clasificó       | No clasificó       | No clasificó       | No clasificó       |
| 1994               | No clasificó       | No clasificó       | No clasificó       | No clasificó       | No clasificó       | No clasificó       | No clasificó       | No clasificó       | No clasificó       |
| 1997               | Final              | Campeón            |                    |                    |                    |                    |                    |                    |                    |
| 1999               | No clasificó       | No clasificó       | No clasificó       | No clasificó       | No clasificó       | No clasificó       | No clasificó       | No clasificó       | No clasificó       |
| 2001               | No clasificó       | No clasificó       | No clasificó       | No clasificó       | No clasificó       | No clasificó       | No clasificó       | No clasificó       | No clasificó       |
| 2003               |                    | 9.º puesto         |                    |                    |                    |                    |                    |                    |                    |
| 2005               |                    | 13.º puesto        |                    |                    |                    |                    |                    |                    |                    |
| 2007               | Final              | 2.º lugar          |                    |                    |                    |                    |                    |                    |                    |
| 2009               |                    | 8.º puesto         |                    |                    |                    |                    |                    |                    |                    |
| 2011               |                    | 11.º puesto        |                    |                    |                    |                    |                    |                    |                    |
| 2013               |                    | 13.º puesto        |                    |                    |                    |                    |                    |                    |                    |
| 2015               |                    | 10.º puesto        |                    |                    |                    |                    |                    |                    |                    |
| 2017               |                    | 8.º puesto         |                    |                    |                    |                    |                    |                    |                    |
| 2019               |                    | 16.º puesto        | 8                  | 0                  | 2                  | 6                  | 192                | 230                | -38                |
| 2021               | No clasificó       | No clasificó       | No clasificó       | No clasificó       | No clasificó       | No clasificó       | No clasificó       | No clasificó       | No clasificó       |
| 2023               | No clasificó       | No clasificó       | No clasificó       | No clasificó       | No clasificó       | No clasificó       | No clasificó       | No clasificó       | No clasificó       |
| 2025               | 3.º/4.º            | 4.º puesto         | 6                  | 4                  | 2                  | 3                  | 232                | 248                | -16                |
| Total              | 10 / 13            | 1 Campeonato       |                    |                    |                    |                    |                    |                    |                    |

## Galardones y títulos
- 1 x  Campeón del Mundo (2024)
- 1 x  Campeón de Europa (1997)
- 1 x  Subcampeón de Europa (2007)

### Galardones
- Mejor equipo femenino de la temporada 2023/24 (Gala Valores del Deporte, Sport)[1]
- Premio Promesas 2023/24 (Premios MARCA del deporte femenino, Marca)[2]

## Equipos campeones
En 2024, el equipo que se proclamó campeón del Mundo, de la mano de Cristina Cabeza, estaba compuesto por: Goundo Gassama Cissokho, Anna Ros Quesada, Kelly Nzonzie Fonkeng Mfotiog, Libe Arruabarrena Gaztanazpi, Estitxu Rodríguez Sarasola, Marta Regordán Silva, Belén Rodríguez Lario, Kadidiatou Jallow Diallo, Nayra Solís Rodríguez, Nerea Patiño Limes, Elena Torres Cabello, Udane Bernabé Cobos, Celia García Sánchez, Andrea Sáez Sáez, Naroa Baquedano Mezquiriz, Judit González Martínez y Sara Palanqués Martorell.
1997 el equipo que se proclamó campeón de Europa, de la mano de José Francisco Aldeguer, estaba compuesto por: Txibi Elejaga, Silvia Navarro, Verónica Cuadrado, Patricia Alonso, Adriana López, Daida Argüeso, Gemma Luján, Marta Rada, Martina Santonja, Nagore Zipitria, Patricia Cuesta, Paulina Rodríguez, Pilar García, Vanessa Arobes, Sonia Gavidia y Vanessa Albardías.